# Долњи Залезли
Долњи Залезли (чеш. Dolní Zálezly) је насељено мјесто са административним статусом сеоске општине (чеш. obec) у округу Усти на Лаби, у Устечком крају, Чешка Република.

## Становништво
Према подацима о броју становника из 2014. године насеље је имало 561 становника.